# Bushby
Bushby è un paese della contea del Leicestershire, in Inghilterra.